# Куттыкожа
Куттыкожа (каз. Құттықожа, до 1997 г. — Ленино) — село в Жанакорганском районе Кызылординской области Казахстана. Входит в состав Шалкинского сельского округа. Находится примерно в 41 км к юго-востоку от районного центра, села Жанакорган. Код КАТО — 434065300.

## Население
В 1999 году население села составляло 1126 человек (548 мужчин и 578 женщин). По данным переписи 2009 года, в селе проживало 630 человек (307 мужчин и 323 женщины).